# 아베 시게쓰구
아베 시게쓰구(阿部重次)는 무사시 이와쓰키 번 제2대 번주이다. 쇼군 도쿠가와 이에미쓰 시대에 노중을 지냈다. 아베 종가 제2대 당주. 노중 아베 다다아키에게는 사촌형에 해당한다.
아버지는 오사카 조다이 아베 마사쓰구이다. 정실은 미우라 시게나리의 딸로서 한때 시게쓰구는 시게나리의 데릴사위이기도 했다. 이에 대한 영향으로 시게쓰구의 차남 마사하루는 한때 미우라씨를 사용하였다.

## 같이 보기
- 홋타 마사모리 - 주군 이에미쓰 사후 홋타 마사모리와 동일한 날짜에 순사하였다.

| 전임 아베 마사쓰구 | 제2대 이와쓰키 번 번주 (후다이 아베가) 1638년 ~ 1651년 | 후임 아베 사다타카 |